# Munkbrogreven
Munkbrogreven är en svensk komedifilm från 1935 i regi av Edvin Adolphson och Sigurd Wallén. Dess manus skrevs av Arthur Natorp och Siegfried Fischer.

## Handling[1]
En juvelerarbutik i Gamla stan i Stockholm blir utsatt för inbrott, och det är bara en i raden av inbrott och stölder som gäckar polisen. Den ökände Diamant-Lasse anses ligga bakom. Den lokala poliskonstapeln Göransson intresserar sig för en hemlighetsfull man som kallar sig Larsson, ett nytt ansikte i Gamla stan. Samtidigt försöker han förhindra spritsmuggling bland stadsdelens lokala "kändisar", bland dem "Gurkan", "Greven" och "Borstis". Larsson tar in på hotell City, där den unga Elsa Edlund arbetar och en romans dem emellan spirar snart, även om Elsa och vaktmästaren Borstis misstänker att Larsson är någon annan än han utger sig för att vara.
Larsson i sin tur fäster sin uppmärksamhet vid en man i kvarteret kallad "blinda Karlsson" som han noterar märkligheter med. Larsson avslöjar att blinda Karlsson varit en utklädd Diamant-Lasse vars nästa plan varit att genom giftermål svindla Gurkans arbetsgivare Fru Blomkvist på sitt arv. Larsson visar sig också ha varit förklädd journalist.

## Om filmen
Filmen hade premiär den 21 januari 1935 på biograf Skandia vid Drottninggatan i Stockholm. Munkobrogreven är kanske främst känd för att Ingrid Bergman gjorde sin officiella filmdebut i den, även om hon medverkat som statist i filmen Landskamp 1932. Filmfotograf var Åke Dahlqvist. Filmen har visats vid ett flertal tillfällen i SVT.

## Rollista
- Valdemar Dalquist – Greven av Gamla stan
- Julia Cæsar – hotellinnehavare Klara Edlund
- Sigurd Wallén – Gurkan
- Tollie Zellman – Amalia Blomkvist
- Edvin Adolphson – Åke Larsson, journalist
- Ingrid Bergman – Elsa Edlund, systerdotter till Klara
- Weyler Hildebrand – konstapel Göransson
- Eric Abrahamsson – Borstis Larsson, vaktmästare på hotellet

Ej i rollistan, urval:
- Arthur Fischer – blinda Karlsson
- Artur Cederborgh – kriminalkonstapel Engström
- Emil Fjellström – Lorden, spritlangare
- Wiktor "Kulörten" Andersson – Tiggarstudenten
- Helga Brofeldt – kund i fiskaffären
- Mona Geijer-Falkner – kund i fiskaffären

## DVD
Filmen gavs ut på DVD 2015.